# رقمة شبه كاملة الأوراق
الرقمة شبه كاملة الأوراق (باللاتينية: Erodium subintegrifolium) نوع نباتي يتبع جنس الرقمة من الفصيلة الغرنوقية.

## الموئل والانتشار
موطنها بلاد الشام.